# Сперматогониальная клетка
Сперматогониальная клетка, сперматогоний (лат. spermatogonium, от др.-греч. σπέρμα, род. пад. σπέρματος «семя» + др.-греч. γυνή «поколение, порождение») — стволовая клетка, находящаяся в мужских половых железах — семенниках. Образуют сперматоциты в результате мейотического деления. При созревании превращаются в сперматозоиды. В составе семенников этих клеток всего 0,3 %.
Появляются в семенниках плода в период эмбрионального развития. Однако их размножение начинается только после полового созревания.